# Dameneishockey-Bundesliga 2014/15
Die Saison 2014/15 der österreichischen Dameneishockey-Bundesligen wurde parallel zur Elite Women’s Hockey League ausgetragen. In der ersten Bundesliga gewann die zweite Mannschaft der EHV Sabres Wien die Meisterschaft. Die zweite Bundesliga wurde von der Spielgemeinschaft Kitzbühel/Kufstein gewonnen. Die EHV Sabres Wien verteidigten erfolgreich ihren Staatsmeistertitel.

## Dameneishockey-Bundesliga
Die Dameneishockey-Bundesliga wurde von September 2014 bis März 2015 in Form einer einfachen Hin- und Rückrunde ohne Play-offs ausgetragen. Neben den fünf österreichischen nahmen je eine Mannschaft aus Slowenien und Kroatien teil.
| Pl. | Mannschaft             | Land       | Sp | S  | SNV | NNV | N  | Tore  | Punkte |
| 1.  | EHV Sabres Wien II     | Osterreich | 12 | 10 | 0   | 1   | 1  | 70:29 | 31     |
| 2.  | KHL Grič Zagreb        | Kroatien   | 11 | 9  | 0   | 0   | 2  | 60:29 | 271    |
| 3.  | HDK Maribor            | Slowenien  | 12 | 6  | 2   | 0   | 4  | 46:31 | 22     |
| 4.  | Gipsy Girls Villach    | Osterreich | 12 | 6  | 0   | 1   | 5  | 53:56 | 19     |
| 5.  | WE-V Flyers            | Osterreich | 11 | 3  | 1   | 1   | 6  | 23:40 | 121    |
| 6.  | DEC Devils Graz        | Osterreich | 12 | 2  | 1   | 1   | 8  | 39:61 | 9      |
| 7.  | DEC Dragons Klagenfurt | Osterreich | 12 | 1  | 0   | 0   | 11 | 19:64 | 3      |

1 Ein Spiel weniger ausgetragen.
Damit qualifizierten sich die Gipsy Girls Villach für die Play-offs um den österreichischen Staatsmeistertitel, da sowohl die ausländischen Clubs, als auch die zweite Mannschaft der Sabres nicht teilnahmeberechtigt war.

## Österreichische Staatsmeisterschaft
Die Staatsmeisterschaft der Saison 2014/15 wurde in den Play-offs entschieden. Als Teilnehmer waren die drei österreichischen Mannschaften der Elite Women’s Hockey League 2014/15 und die beste österreichische Mannschaft der DEBL gesetzt. Teilnahmeberechtigt waren damit der EHV Sabres Wien (EWHL), die DEC Salzburg Eagles (EWHL), die Neuberg Highlanders (EWHL) und die Gipsy Girls Villach (DEBL).
Die Mannschaften spielten zunächst in Hin- und Rückspiel um die Finalteilnahme. Die Sieger traten anschließend um den Titel „Österreichischer Dameneishockey Staatsmeister 2014/15“ an. Die anderen beiden Teams spielten im gleichen Modus um die Bronzemedaille.

### Halbfinale
EHV Sabres Wien – Gipsy Girls Villach
| 14. März 2015 | EHV Sabres Wien Anna Meixner (2:00, 7:40, 28:33, 33:44, 42:39, 53:15, 57:09, 59:47) Kaitlin Spurling (7:04, 16:48, 56:59) Charlotte Wittich (10:16, 18:47, 26:55, 27:12, 33:29, 45:46, 48:35, 52:33, 55:43) Bettarini V. (23:43) Matzka A. (29:08) Esther Kantor (29:59, 36:16, 52:49) Schemmerl S. (31:31) Regan Boulton (32:08) | 28:0 (6:0, 12:0, 10:0) Spielbericht | Gipsy Girls Villach | Zuschauer: 50 |

| 15. März 2015 | Gipsy Girls Villach | 0:20 ((0:6, 0:9, 0:5) Spielbericht | EHV Sabres Wien Anna Meixner (7:13, 17:49, 24:48, 37:05, 45:12) Charlotte Wittich (9:40, 23:04, 47:49) Kaitlin Spurling (13:46, 18:06, 31:09) Esther Kantor (14:28, 23:37, 52:41, 58:44) Kropf I. (26:45) Boulton R. (32:52, 38:23, 38:55) Matzka A. (46:27) | Zuschauer: 50 |

DEC Salzburg Eagles – Neuberg Highlanders
| 14. März 2015 | DEC Salzburg Eagles Alessandra Lopez (18:03, 47:54, 49:33) Sophia Volgger(5:04, 40:48) Marlene Brunner (8:26) Nina Brunner (34:12) | 7:2 (3:0, 1:0, 3:2) Spielbericht | Neuberg Highlanders Devon Skeats (51:14) Sophie Engelhart (59:36) | Zuschauer: 100 |

| 15. März 2015 | Neuberg Highlanders Devon Skeats (36:14) Sabrina Schlauer (59:59) | 2:3 n. P. (0:0, 1:2, 1:0, 0:0, 0:1) Spielbericht | DEC Salzburg Eagles Aby Laking (31:53) Sophia Volgger (37:48) Alessandra Lopez (PS) | Zuschauer: 50 |

### Spiele um Platz 3
- Gipsy Girls Villach – Neuberg Highlanders 0:7 (0:4, 0:1, 0:2)
- Neuberg Highlanders – Gipsy Girls Villach 15:2 (4:1, 6:1, 5:0)

### Finale
| 21. März 2015 | DEC Salzburg Eagles Alessandra Lopez (32:31) | 1:2 (0:1, 1:0, 0:1) Spielbericht | EHV Sabres Wien Monika Vlcek (13:12) Anna Meixner (57:30) | Zuschauer: 100 |

| 28. März 2015 | EHV Sabres Wien Kaitlin Spurling (56:08) Kaitlin Spurling (58:22) | 2:1 (0:0, 0:0, 2:1) Spielbericht | DEC Salzburg Eagles Annika Fazokas (53:49) | Zuschauer: 200 |

Damit gewann der EHV Sabres Wien erneut die österreichische Staatsmeisterschaft.

## DEBL2
Die DEBL2 wurde in Form einer Einfachrunde mit Hin- und Rückspiel durchgeführt.
| Pl. | Mannschaft                 | Sp | S | SNV | NNV | N | Tore  | Punkte |
| 1.  | SpG Kitzbühel/Kufstein     | 10 | 8 | 0   | 2   | 0 | 71:16 | 26     |
| 2.  | AHC Lakers Neumarkt        | 10 | 8 | 1   | 0   | 1 | 72:12 | 26     |
| 3.  | DHC IceCats Linz           | 10 | 5 | 1   | 0   | 4 | 60:47 | 17     |
| 4.  | WE-V Flyers/EHV Sabres III | 10 | 3 | 0   | 0   | 7 | 31:39 | 9      |
| 5.  | DEC Salzburg II            | 10 | 2 | 0   | 1   | 7 | 17:96 | 7      |
| 6.  | Red Angels Innsbruck       | 10 | 1 | 1   | 0   | 8 | 31:72 | 5      |

Die Meisterschaft der DEBL2 sicherte sich die Spielgemeinschaft Kitzbühel/Kufstein vor den Lakers aus dem italienischen Neumarkt aufgrund der besseren Tordifferenz in den direkten Begegnungen.